# 中央军事委员会政法委员会
中国共产党中央军事委员会政法委员会，通称中央军事委员会政法委员会，简称中央军委政法委员会，位于北京市，是中央军委机关第一级职能部门，副战区级大单位，是中央军委机关设立的政法委员会，也是中华人民共和国武装力量系统内最高级别的政法委员会。

## 沿革
1982年1月，中国人民解放军总政治部成立全军政法领导小组，负责指导全军政法建设和政法工作。总政治部副主任史进前兼任全军政法领导小组组长。全军政法领导小组协调中国人民解放军总政治部保卫部、中国人民解放军军事检察院、中国人民解放军军事法院的工作。全军政法领导小组设组长一人，由一位总政治部副主任兼任，组员由总政治部保卫部、中国人民解放军军事检察院、中国人民解放军军事法院的领导担任。全军政法领导小组没有常设机构，由总政治部保卫部负责。全军政法领导小组在业务上接受中央政法委员会指导。
2003年，全军团级以上单位普遍成立政法工作领导小组。2007年，中央军委印发《关于进一步加强军队政法工作的意见》，将全军团级以上单位的临时性组织“政法领导小组”正式改为“政法委员会”，政法委员会书记由本单位政治主官或一名政治副职领导担任，委员由司令机关、政治机关、后勤（联勤）机关、装备机关及有关部门领导组成。此后在实践中，部队各级单位的政法委员会书记、纪委书记一般由同一位副政委兼任。中央军委总部设全军政法委员会。2008年11月27日，中国人民解放军总政治部印发《军队各级政法委员会工作规则》，明确了军队各级政法委员会在同级中共党委领导下开展政法工作的职责、组织原则、工作制度。2008年9月1日至5日，全军大单位政法委书记培训班在国防大学举办。此次培训由中央军委领导批准，是中国人民解放军政法工作历史上的首次，也是军队团级以上单位成立政法委员会后举办的首次集中培训。
全军政法委员会设在中央军委总部，统一管理中国人民解放军军事法院、中国人民解放军军事检察院、中国人民解放军总政治部保卫部、中国人民解放军总政治部办公厅司法局。此外，全军政法委员会还与中央军委法制局、中国法学会军事法学研究会存在业务联系。
2014年时，全军政法委员会主任为杜金才，成员有中国人民解放军副总参谋长侯树森、中国人民解放军总后勤部副政委刘生杰、中国人民解放军总装备部副政委王家胜、中国人民解放军总政治部保卫部部长刘训言、中国人民解放军军事法院院长刘季幸、中国人民解放军军事检察院检察长李晓峰等。其中，后三人即中国人民解放军总政治部保卫部部长、中国人民解放军军事法院院长、中国人民解放军军事检察院检察长也被统称为“三长”。
在深化国防和军队改革中，2016年1月改组为中央军委政法委员会。2016年7月，经中央军委批准，中央军委办公厅印发《各级党委政法委员会设置方案》，其中规定：中央军委政法委员会由书记、专职副书记、委员组成，委员由中国人民解放军军事法院、中国人民解放军军事检察院领导和中央军委政法委员会机关各局主要领导担任；其他各级党委政法委员会书记由本单位政治副职领导担任（未编设政治副职的由政治主官担任），副书记由本单位参谋部门和政治工作部门领导担任，委员由本单位政法部门及相关业务部门主要领导担任。该《方案》还规定，各级党委政法委员会在同级党委领导下，负责对本单位政法工作的领导管理，并且同时接受上级党委政法委员会的业务指导；按照“军委管总、战区主战、军种主建”的总原则，虑及军事法院、军事检察院区域化设置的实际情况，故战区党委政法委员会与军兵种等其他单位党委政法委员会的主要职责不同，战区党委政法委员会重点负责战时及重大军事行动中的政法工作，牵头协调执法办案及区域协作；军兵种等其他单位党委政法委员会则重点负责预防犯罪综合治理，维护部队纯洁巩固与安全稳定。各级党委政法委员会实行集体领导，书记主持工作，重大问题经会议讨论决定，工作中主要坚持下列制度：会议制度、请示报告制度、区域协作制度、检查督导制度。

## 机构设置
2015年改革后，中央军委政法委员会设置下列机构：

### 内设机构
- 综合局
- 政治工作局
- 保卫局
- 中国人民解放军军事检察院
- 中国人民解放军军事法院
- 中国人民解放军总直属军事法院
- 中国人民解放军总直属军事检察院
- 军事监狱

## 历任领导
全军政法委员会书记
1. 孙忠同 上将（2007年—2009年，总政治部副主任、中央军委纪委书记兼）[10]
2. 童世平 海军上将（2009年—2012年，总政治部副主任、中央军委纪委书记兼）
3. 杜金才 上将（2012年—2016年，总政治部副主任、中央军委纪委书记、中央纪委副书记、中央政法委委员兼）[6]

| 中央军委政法委员会书记 1. 李晓峰 中将（2016年—2017年1月） 2. 宋丹 中将（2017年1月—2019年12月） 3. 王仁华 海军上将（2019年12月—） | 中央军委政法委员会副书记 - 刘训言 空军少将（2016年1月－2017年8月） - 王仁华 海军少将（2018年4月—2019年12月） |